# Schlafes Bruder
 Schlafes Bruder ist ein Roman des österreichischen Schriftstellers Robert Schneider aus dem Jahr 1992. Das Buch wurde ein internationaler Erfolg und bisher in 36 Sprachen übersetzt. Es handelt sich um einen klassischen Bildungsroman, dessen Held in dem von Inzucht und Doppelmoral geprägten ländlichen Milieu eines österreichischen Bergdorfs des 19. Jahrhunderts dem Leser einen grotesken Spiegel vorhält. Die Kritik der dargestellten Verhältnisse erweist die Kunst, hier die Musik, als Motor eines durch dramatische Verstrickungen zum Scheitern verurteilten Lebens. Alle anderen Figuren des Romans, die überwiegend von einem inneren Zwang getrieben handeln (Peter, Elsbeth etc.), sind mit der Härte eines Schicksals konfrontiert, das sie weder durchschauen noch abwenden können. 

## Inhalt
Anfang des 19. Jahrhunderts wird der Protagonist Johannes Elias Alder (genannt Elias) in einem kleinen vorarlbergerischen Dorf geboren, dessen Bewohner seit vielen Jahren nur zweierlei Nachnamen aufweisen. Als leiblicher Sohn des Kurats wächst er im Hause des Seff Alder, des Ehemanns seiner Mutter, auf.
Von seiner Mutter abgelehnt und die ersten Jahre im Zimmer eingesperrt, erlebt er im Alter von fünf Jahren eine Verschärfung seines Gehörs, die ihn in eine mehrminütige Trance fallen lässt. Während dieses Hörerlebnisses pubertiert er lange vor der Zeit und die Iris seiner Augen färbt sich gelb, was ihm die Schandnamen „Mannkind“ und „Gelbseich“ einbringt. Von diesem Zeitpunkt an ist er besessen von der Liebe zu einem ungeborenen Kind, dessen Herzschlag er aus dem Dorf vernommen hat. Monate später stellt sich heraus, dass es seine Cousine Elsbeth ist.
Elias besitzt eine hohe Begabung für die Musik. Er übt seine Stimme, bis er in der Lage ist, in allen erdenklichen Tonlagen zu singen und fast alle Dorfbewohner zu imitieren. Peter, sein gleichaltriger Cousin und Elsbeths Bruder, ist auf homophile Weise von Elias fasziniert. Später, als sich Elias, fasziniert von der dürftigen Orgelmusik während der Gottesdienste, nachts in die Kirche schleicht, um sich selbst das Orgelspiel beizubringen, wird Peter sein Balgtreter.
Am Weihnachtsfest, Elias ist in seinem zwölften Lebensjahr, entzündet Peter aus Zorn über die Misshandlungen seines Vaters den heimischen Hof. Elias, der die Flammen als erster entdeckt, rettet die schlafende Elsbeth aus dem brennenden Haus des Onkels. Der Föhnwind bläst die Flammen auf andere Gehöfte, sodass bis zum Morgen das halbe Dorf verbrannt ist. Elias allein weiß, dass Peter das Feuer gelegt hat, doch er schweigt aus Liebe zu seinem einzigen Freund.
Elias entwickelt sich zu einem für die von sogenannter sozialer Inzucht geprägten Verhältnisse des Dorfes gut aussehenden Mann, der zudem noch fleißig und von ungewohnt vornehmer Umgangsweise ist. Nach dem Freitod des wenig begabten Organisten und Dorflehrers Oskar nimmt er dessen Platz ein. Sein musikalisches Genie verschafft ihm ein hohes Ansehen, obgleich er aufgrund seines andersartigen Wesens immer ein Sonderling bleibt.
Seine Liebe zu Elsbeth wächst stetig, sie bestimmt sein ganzes Handeln und seine Musik. Als die beiden sich allmählich – rein freundschaftlich – näherkommen, überkommt Peter die Eifersucht und er arrangiert eine baldige Hochzeit zwischen seiner Schwester und Lukas, dem Sohn eines wohlhabenden Bauern. Peter begehrt Elias und will ihn nicht an seine Schwester verlieren. Elsbeth, die es zeit ihres Lebens gewohnt ist, keine Ansprüche zu stellen, fügt sich in ihr Schicksal und ist zufrieden.
Elias beginnt mit Gott zu hadern, er kann nicht begreifen, warum dieser ihn zu derartiger Liebe entbrennen lässt und Elsbeth dann einen anderen heiraten soll. Während einer verzweifelten Nacht, in der er den Herrn beschimpft und anklagt, hat er eine göttliche Vision. Als er am nächsten Morgen erwacht, ist die Liebe zu Elsbeth aus seinem Herzen, so wie das Gelb aus seinen – nun wieder grünen – Augen gewichen. Über die Leere in seinem Herzen wird Elias lethargisch und depressiv. Er beginnt sich die schmerzliche Liebe zurückzuwünschen, da er eine unerfüllte Liebe nun als erträglicher ansieht als gar keine Liebe.
Als Elias 22 Jahre alt ist, wird der Feldberger Domorganist Goller zufällig Zeuge seines außerordentlichen Orgelspiels. Fassungslos bittet Goller ihn, zum Orgelfest nach Feldberg zu kommen. Peter, der die große Chance des Freundes wittert, überredet den antriebslosen Elias, der Einladung zu folgen, und begleitet ihn nach Feldberg.
Als Elias beim Orgelfest über den Choral „Komm, o Tod, du Schlafes Bruder“ (aus der Kantate „Ich will den Kreuzstab gerne tragen“ von Johann Sebastian Bach) extemporiert, ergreift das Orgelspiel sämtliche Zuhörer auf nie gekannte Weise. Elias selbst entflammt in neuer Liebe zu Elsbeth und beschließt, seinem Leben, gleich dem Gedanken des Chorals, ein Ende zu setzen.
Auf dem Rückweg in sein Heimatdorf erinnert er sich der Worte eines Wanderpredigers, dem er einmal gelauscht hat und der sagte, dass ein wahrhaft Liebender niemals schlafe. Er beschließt, so lange wach zu bleiben, bis der Tod kommt. Peter, der ihm schwören muss, niemandem etwas zu sagen, wird der einzige Zeuge seines mehrere Tage währenden Selbstmordes. Johannes Elias Alder stirbt letztendlich an den Tollkirschen, die er zu sich genommen hat, um nicht einzuschlafen. Peter begräbt den geliebten Freund und findet endlich Frieden.

## Äußere Bedingungen
Zeit: Die Handlung spielt zwischen 1803 und 1825, umfasst also genau die Lebenszeit des Helden. Mit diesen genauen Angaben will der Autor einen Wahrheitsgehalt untermauern. Diese Geschichte ist aber frei erfunden, der Held steht exemplarisch für einen Menschen, dessen Genialität von seinen Lebensumständen erdrückt und an jeder Entwicklung gehindert wird. Neben Zeiträumen, die stark gerafft werden (Taufe bis zum Erlebnis an der Emmer…) gibt es auch solche, die sehr detailliert erzählt werden (die Geburt, Erlebnis am wasserverschliffenen Stein, die Geschichte, in der Burga genarrt wird...). In den zuletzt genannten Beispielen liegt eine Deckung von erzählter Zeit und Erzählzeit vor. Zudem fallen viele Rückblicke und Vorgriffe auf, der Autor geht mit der Chronologie sehr frei um.
Ort: Im Buch kommen reale Schauplätze vor. Neben Innsbruck werden Ortschaften im vorarlbergischen Teil des Rheintales genannt, deren Namen aber verballhornt wurde. Feldberg = Feldkirch; Götzberg = Götzis; Dornberg = Dornbirn; Altig = Altach; mit Eschberg ist der zur politischen Gemeinde Götzis gehörige Ort Meschach gemeint, in dem Schneider aufgewachsen ist und heute noch zeitweise wohnt. Mit diesen in der Wirklichkeit existierenden Orten gibt Schneider vor, dass die erzählte Handlung sich so abgespielt habe, mit auffälligen Parallelen zum eigenen Lebenslauf, verlegt an den Anfang des 19. Jahrhunderts.
Milieu: Im Wesentlichen liegt ein einheitliches Milieu vor. Die offenbar wohlhabenden und angesehenen Zuhörer im Feldberger Dom spielen keine Rolle, alle anderen gehören dem Bauernstand an, sogar Kurat Benzer und der Lehrer Oskar Alder bewirtschaften ein Anwesen. Sie alle sind arm und ungebildet. Im vorliegenden Werk werden also nicht soziale Gegensätze thematisiert.

## Sprache und Stil
Die Sprache ist eine mit dialektalen Elementen gefärbte archaisierte Kunstsprache mit zahlreichen eigenen Wortschöpfungen. Der Text ist durchsetzt von Sätzen in indirekter Rede. Einerseits verwendet Schneider viele altertümliche Begriffe, andererseits auch Dialektworte, die aus dem Vorarlbergischen stammen.
Ein weiterer besonders auffälliger Punkt in Schneiders Ausdrucksweise ist das überdeutliche Verwenden von Synästhesien, die zumeist mit (steigernden) Wiederholungen ausgeschmückt sind
(Klangwetter, Klangstürme, Klangmeere, Klangwüsten).
Der Aufbau der Geschichte ist symmetrisch, was sich auch in den Kapitelüberschriften widerspiegelt. Ein markantes Beispiel dafür sind die zwei Großbrände, die Eschberg fast vernichten und die am Anfang und am Ende des Romans vorkommen. Der Roman besteht aus 19 Kapiteln von unterschiedlicher Länge. Die Geschichte Elias’ – von seiner Geburt bis zum Tod – ist in einen doppelten Rahmen gesetzt. Das erste Kapitel „Wer schläft, liebt nicht“ und das letzte „Frau Mutter, was meint Liebe?“ bilden den äußeren Rahmen.
Das Leben des Elias wird von einem allwissenden (auktorialen) Erzähler geschildert, der den Leser stellenweise direkt anspricht. Oft scheint der Erzähler sogar die Gedanken des Lesers zu kennen. Dadurch wird Nähe zu ihm aufgebaut. Gegen Ende des Romans wird der Leser sogar als guter Freund bezeichnet.

## Übersetzungen/Auflage
Die Erstausgabe des Romans erschien 1992 im Reclam-Verlag Leipzig. Das Buch wurde in 36 Sprachen übersetzt und es ist bisher in 41 Auflagen (deutschsprachiger Raum) erschienen.

## Verarbeitungen des Stoffes
1995 wurde unter der Regie von Joseph Vilsmaier mit André Eisermann (Elias), Ben Becker (Peter) und Dana Vávrová (Elsbeth) in den Hauptrollen der gleichnamige Film frei nach der Romanvorlage gedreht. Der Film erhielt mehrere Auszeichnungen und wurde auch für den Golden Globe nominiert.
1994/95 schrieb der Komponist Herbert Willi, mit Robert Schneider als Librettist, im Auftrag des Opernhauses Zürich eine Oper „Schlafes Bruder“, aus Anlass des Jubiläumsjahres „1000 Jahre Österreich“. Die Produktion wurde zu den Wiener Festwochen 1996 eingeladen.
2005 wurde das Buch von der Band Helangår vertont.

## Sekundärliteratur
- Norbert Berger: Robert Schneider. Schlafes Bruder. Zeitgenössische Romane – Ideen und Materialien. Auer Verlag, Donauwörth 2006, ISBN 3-403-04438-6.
- Johannes Diekhans (Hrsg.): Unterrichtsmodell Schlafes Bruder. 1. Auflage. Schöningh, Paderborn 2001, ISBN 3-14-022351-X.
- Martin Doerry: Ein Splittern von Knochen. In: Der Spiegel. Nr. 48, 1992 (online).
- Sybille Fritsch: Wer liebt, schläft nicht. In: Profil. 2 (11. Januar 1993).
- Erich Hackl: Laudatio auf Robert Schneider. In: Die Zeit. 1. Oktober 1992.
- Wolfgang Höbel: Vorsicht Fallensteller! In: Süddeutsche Zeitung. 26. März 1994.
- Marion Kosmitsch-Lederer: Robert Schneiders „Schlafes Bruder“ – Eine Analyse des Romans. In: Österreich in Geschichte und Literatur. 50 5b/6 1999.
- Jutta Landa: Robert Schneiders „Schlafes Bruder“: Dorfchronik aus Kalkül. In: Modern Austrian Literature. Special „Heimat“ Issue, Vol. 29, No. 3/4, 1996.
- Michael Lammers: Interpretationshilfe Deutsch – Robert Schneider – Schlafes Bruder. 1. Auflage. Stark, Freising 1996, ISBN 3-89449-437-9.
- Mario Leis: Lektüreschlüssel Robert Schneider Schlafes Bruder. 1. Auflage. Reclam Verlag, Stuttgart 2006, ISBN 3-15-015372-7.
- Beatrice von Matt: Föhnstürme und Klangwetter. In: Neue Zürcher Zeitung. 20. Oktober 1992.
- Magret Möckel: Erläuterungen zu Robert Schneider, Schlafes Bruder. C. Bange Verlag, Hollfeld 1997, ISBN 3-8044-1772-8. (Königs Erläuterungen und Materialien 390)
- Rainer Moritz: Über Schlafes Bruder. 2. Auflage. Reclam Verlag, Leipzig 1996, ISBN 3-379-01559-8.
- Iris Radisch: Schlafes Brüder. Pamphlet wider die Natürlichkeit oder Warum die junge deutsche Literatur so brav ist. In: Die Zeit, Nr. 46/1992.
- Michael Saur: Einer aus dem Dorf. In: Süddeutsche Zeitung Magazin. 13. Oktober 1995.
- Mirjiam Schaub: Phantombilder der Kritik. Ein Blick in die Kartei für junge deutschsprachige Literatur. Robert Schneider und das Verschwinden der Literaturkritik. In: Christian Döring (Hrsg.): Deutschsprachige Gegenwartsliteratur wider ihre Verächter. Suhrkamp Verlag, Frankfurt am Main 1995.
- Lars Schmeink: Hypnos und Thanatos: das Bild des Todes in Robert Schneiders Schlafes Bruder. In: Modern Austrian Literature. Vol. 37, no 3/4, 2004.
- Angelika Steets: Robert Schneider, Schlafes Bruder: Interpretation. Oldenbourg, München 1999, ISBN 3-486-88695-9. (Oldenbourg Interpretationen, Band 69)
- Hermann Wallmann: Klangwetter, Klangstürme, Klangmeere, Klangwüsten. In: Süddeutsche Zeitung. 30. September 1992.
- Mark Werner: Die Konzeption des Genies in Robert Schneiders "Schlafes Bruder": Interpretation, Marburg 2003 (zugl.: Bonn, Univ., Magisterarbeit, 1996).
- Herbert Zeman (Hrsg.): Geschichte der Literatur in Österreich: Von den Anfängen bis zur Gegenwart. Bd. VII. Akademische Druck- u. Verlagsanstalt Graz 1999.
- Klaus Zeyringer: Versuch einer literaturwissenschaftlichen Autopsie eines Bestsellers – Zu Robert Schneider: „Schlafes Bruder“. In: Klaus Zeyringer: Österreichische Literatur 1945–1998, Überblicke – Einschnitte – Wegmarken. Haymon Verlag, Innsbruck 1999.